# Analiza sredstava i ciljeva
Analiza sredstava i ciljeva (Means–ends analysis, MEA) je tehnika rešavanja problema koja se često koristi u veštačkoj inteligenciji (VI) za ograničavanje pretrage u VI programima.
To je takođe tehnika koja se koristi najmanje od 1950-ih kao alat za kreativnost, a najčešće se pominje u inženjerskim knjigama o metodama projektovanja. MEA je takođe povezana sa pristupom lanca sredstava i ciljeva koji se obično koristi u analizi ponašanja potrošača. To je takođe način da razjasne stavovi kada se radi na u matematičkom dokazu.

## Rešavanje problema kao pretraga
Važan aspekt inteligentnog ponašanja u VI je rešavanje problema zasnovano na ciljevima, što okvir u kome se rešenje problema može opisati pronalaženjem niza akcija koje vode do poželjnog cilja. Pretpostavlja se da je sistem koji traži cilj povezan sa svojim spoljašnjim okruženjem senzornim kanalima preko kojih prima informacije o okruženju i motoričkim kanalima kroz koje deluje na okolinu. (Termin „aferentni“ se koristi za opisivanje „unutrašnjih“ senzornih tokova, a „eferentni“ se koristi za opisivanje „spoljnih“ motornih komandi.) Pored toga, sistem ima neka sredstva za čuvanje informacija u memoriji o stanju okruženje (aferentne informacije) i informacije o radnjama (aferentne informacije). Sposobnost postizanja ciljeva zavisi od izgradnje asocijacija, jednostavnih ili složenih, između određenih promena stanja i konkretnih akcija koje će dovesti do ovih promena. Pretraga je proces otkrivanja i sklapanja niza radnji koje će od datog stanja dovesti do željenog stanja. Iako ova strategija može biti prikladna za mašinsko učenje i rešavanje problema, nije uvek predložena ljudima (npr. teorija kognitivnog opterećenja i njene implikacije).